# THE 鈴木タイムラー
THE 鈴木タイムラー（ざ すずきタイムラー）は、テレビ神奈川で放送されていた情報ドキュメントバラエティ。2005年9月までテレビ朝日にて放送されていた『鈴木タイムラー』の続編である。制作はザ・ワークス。

## 概要
本番組では、日本が世界に誇る価値観を（どこかずれた視点で）取り上げて検証し、東京発横浜経由で海外に輸出することを目指す。すべての情報は「情報のケバブ（CG）が焼きあがる」という表現でテレビ画面上に表示される。
前身の『鈴木タイムラー』と番組構成はほぼ同じである。
tvkでの放送から間を置かずに番組DVDがネットで販売されたため、他の地域でもあまり時間をおかずに視聴することができた。
本編とは無関係のミニコーナーに、手塚眞監督のCGアニメ「CG侍」や、小林秀徳（中央大学教授）監修の「おさかな性格判断」があった。また、番組本編の途中で、何故か金剛地が哀愁を漂わせながら干し芋をかじるシーンや、金剛地作詞作曲歌唱の「輸出音頭」なる歌もお約束として放送された。

## 出演者
- アンカーウーマン - 津島亜由子
- ディスカバリスト（リポーター） - 金剛地武志
- 女性リポーター - 杉山雅子、大道寛子、高田昌美、甲斐まり恵、小林はるか、藤本恵里奈

## 企画内容
- FILE1「満員電車」
- FILE2「英語がしゃべれない」
- FILE3「マニュアル好き」
- FILE4「小さいモノが好き」
- FILE5「ブランド好き」
- FILE6「接待」
- FILE7「生で食べる」
- FILE8「酔っ払い」
- FILE9「行列が平気」
- FILE10「曖昧」
- FILE11「コタツ」
- FILE12「縦書き」
- FILE13「和式トイレ」
- FILE14「制服」
- FILE15「カレー」
- FILE16「お見合い」
- FILE17「温泉」
- FILE18「畳」
- FILE19「米」
- FILE20「雑居ビル」
- FILE21「THE鈴木タイムラー」
- FILE22「愛・価値観万博」（2006年3月5日に横浜メディア・ビジネスセンターにて公開収録）

## 放送局
| 地域          | 放送局                    | 系列          | 放送曜日と時間                            | 放送曜日と時間                                                                                           | 放送日の遅れ                  | 放送開始日                    |
| ------------- | ------------------------- | ------------- | ----------------------------------------- | --- | ----------------------------- | ----------------------------- |
| 神奈川県      | テレビ神奈川（tvk）       | 独立UHF放送局 | 毎週金曜 23:30-24:00                      | 毎週金曜 23:30-24:00                                                                                     | 基準                          | 2005年10月21日                |
| 栃木県        | とちぎテレビ（GYT）       | 独立UHF放送局 | FILE11-20                                 | 毎週日曜 18:05-18:35                                                                                     | 23日遅れ                      | 2006年1月22日                 |
| 栃木県        | とちぎテレビ（GYT）       | 独立UHF放送局 | FILE21-22                                 | 毎週火曜 22:30-23:00                                                                                     | 2006年4月4日より放送時間変更  | 2006年4月4日より放送時間変更  |
| 大分県        | 大分放送（OBS）           | TBS系         | FILE1-10                                  | 毎週土曜 25:40-26:10                                                                                     | 1日遅れ                       | 2005年10月22日                |
| 大分県        | 大分放送（OBS）           | TBS系         | FILE11-                                   | 不定期 深夜                                                                                              | 2006年3月30日より再開→休止中  | 2006年3月30日より再開→休止中  |
| 北海道        | 北海道放送（HBC）         | TBS系         | 毎週日曜 24:50-25:20                      | 毎週日曜 24:50-25:20                                                                                     | 37日遅れ                      | 2005年11月6日                 |
| 富山県        | チューリップテレビ（TUT） | TBS系         | FILE1-20                                  | 毎週土曜 26:25-26:55                                                                                     | 22日遅れ                      | 2005年11月12日                |
| 富山県        | チューリップテレビ（TUT） | TBS系         | FILE21-22                                 | 毎週金曜 26:10-26:40                                                                                     | 2006年4月14日より放送時間変更 | 2006年4月14日より放送時間変更 |
| 新潟県        | 新潟放送（BSN）           | TBS系         | 毎週木曜 24:25-24:55                      | 毎週木曜 24:25-24:55                                                                                     | 約5か月半遅れ                 | 2006年3月30日                 |
| 愛媛県        | テレビ愛媛（EBC）         | フジテレビ系  | 毎週火曜 24:35-25:05                      | 毎週火曜 24:35-25:05                                                                                     | 5か月遅れ                     | 2006年3月21日                 |
| 青森県        | 青森放送（RAB）           | 日本テレビ系  | 毎週日曜 25:25-25:55                      | 毎週日曜 25:25-25:55                                                                                     | 約5か月半遅れ                 | 2006年4月9日                  |
| 静岡県        | 静岡第一テレビ（SDT）     | 日本テレビ系  | 毎週月曜 25:50-26:20                      | 毎週月曜 25:50-26:20                                                                                     | 約5か月半遅れ                 | 2006年4月3日                  |
| 長野県        | テレビ信州（TSB）         | 日本テレビ系  | 毎週火曜 24:50-25:20                      | 毎週火曜 24:50-25:20                                                                                     | 約5か月半遅れ                 | 2006年4月4日                  |
| 広島県        | 広島テレビ（HTV）         | 日本テレビ系  | 毎週水曜 24:56-25:26                      | 毎週水曜 24:56-25:26                                                                                     | 11か月遅れ                    | 2006年10月4日                 |
| 鹿児島県      | 鹿児島読売テレビ（KYT）   | 日本テレビ系  | 毎週木曜 24:50-25:20                      | 毎週木曜 24:50-25:20                                                                                     | 約5か月半遅れ                 | 2006年4月6日                  |
| 福島県        | 福島中央テレビ（FCT）     | 日本テレビ系  | 毎週月曜 25:44-26:14                      | 毎週月曜 25:44-26:14                                                                                     | 約6か月半遅れ                 | 2006年5月29日                 |
| 香川県 岡山県 | 西日本放送（RNC）         | 日本テレビ系  | 毎週水曜 25:55-26:25                      | 毎週水曜 25:55-26:25                                                                                     | 約6か月半遅れ                 | 2006年5月31日                 |
| 群馬県        | 群馬テレビ（GTV）         | 独立UHF放送局 | 毎週木曜 23:30-24:00                      | 毎週木曜 23:30-24:00                                                                                     | 約6か月半遅れ                 | 2006年6月8日                  |
| 全国          | MONDO21                   | －            | 初回放送                                  | 毎週水曜 22:30-23:00                                                                                     | 約5か月半遅れ                 | 2006年4月5日                  |
| 全国          | MONDO21                   | －            | 再放送                                    | 毎週木曜 16:00-16:30 毎週土曜 21:30-22:00 毎週日曜 14:00-14:30 毎週月曜 21:00-21:30 毎週火曜 18:30-19:00 | －                            | －                            |
| 全国・海外    | BIGLOBEストリーム         | －            | 毎週水曜日に1回分を更新 各回2週間限定配信 | 毎週水曜日に1回分を更新 各回2週間限定配信                                                                | 約9か月半遅れ                 | 2006年8月9日                  |

## 関連商品

### DVD
ザ・ワークス直営通販および新星堂の神奈川県内の一部店舗にて先行販売され、その後全巻が2006年7月21日よりマーレから発売された。
なお、FILE21「THE鈴木タイムラー」およびFILE22「愛・価値観万博」はDVD化されていない。
| 巻数                                          | 収録内容                                           | 発売日         | 品番     | ジャケットイラスト |
| --------------------------------------------- | -------------------------------------------------- | -------------- | -------- | ------------------ |
| THE 鈴木タイムラー リージョンフリーDVD VOL.1  | FILE1「満員電車」／FILE2「英語がしゃべれない」     | 2005年11月9日  | TWSD-112 | Shu-Thang Grafix   |
| THE 鈴木タイムラー リージョンフリーDVD VOL.2  | FILE3「マニュアル好き」／FILE4「小さいものが好き」 | 2005年11月23日 | TWSD-113 | 二ノ宮舞           |
| THE 鈴木タイムラー リージョンフリーDVD VOL.3  | FILE5「ブランド好き」／FILE6「接待」               | 2005年12月7日  | TWSD-114 | lmSS               |
| THE 鈴木タイムラー リージョンフリーDVD VOL.4  | FILE7「生で食べる」／FILE8「酔っ払い」             | 2005年12月21日 | TWSD-115 | 木村タカヒロ       |
| THE 鈴木タイムラー リージョンフリーDVD VOL.5  | FILE9「行列が平気」／FILE10「曖昧」                | 2006年1月3日   | TWSD-116 | 北村ケンジ         |
| THE 鈴木タイムラー リージョンフリーDVD VOL.6  | FILE11「コタツ」／FILE12「縦書き」                 | 2006年1月25日  | TWSD-117 | 新井利充           |
| THE 鈴木タイムラー リージョンフリーDVD VOL.7  | FILE13「和式トイレ」／FILE14「制服」               | 2006年2月8日   | TWSD-118 | 大日本タイポ組合   |
| THE 鈴木タイムラー リージョンフリーDVD VOL.8  | FILE15「カレー」／FILE16「お見合い」               | 2006年2月22日  | TWSD-119 | 野中和美           |
| THE 鈴木タイムラー リージョンフリーDVD VOL.9  | FILE17「温泉」／FILE18「畳」                       | 2006年3月8日   | TWSD-120 | 今井トゥーンズ     |
| THE 鈴木タイムラー リージョンフリーDVD VOL.10 | FILE19「お米」／FILE20「雑居ビル」                 | 2006年4月12日  | TWSD-123 | 白根ゆたんぽ       |
| THE 鈴木タイムラー リージョンフリーDVD BOX    | FILE1 - FILE20                                     | 2006年7月21日  | TWSD-121 |                    |